# Архитектурное наследие Ле Корбюзье
Архитектурное наследие Ле Корбюзье — серия памятников архитектурного наследия французского архитектора Ле Корбюзье, насчитывающая 17 объектов в семи странах мира, среди которых Аргентина, Бельгия, Германия, Индия, Франция, Швейцария и Япония.
В 2016 году по инициативе Франции 17 объектов архитектора Ле Корбюзье решением ЮНЕСКО были объединены в международный единый объект наследия ЮНЕСКО. Среди вошедших в список зданий — капелла Нотр-Дам-дю-О в Роншане, вилла Савой и марсельская Жилая единица. Всего в список вошли объекты из семи стран, большая часть которых представляет Европу. Из других регионов мира в список включены Дом Курутчета в Аргентине, здание Ассамблеи в индийском Чандигархе и Национальный музей западного искусства в Японии.

Эти памятники свидетельствуют о возникновении решительно нового архитектурного стиля, знаменующего собой полный отход от прошлого. Строительство этих сооружений приходится на полвека, период, который Ле Корбюзье назвал временем «терпеливого поиска». Комплекс капитолия в городе Чандигарх (Индия), национальный музей западного искусства в Токио (Япония), дом доктора Куручета в Ла Плата (Аргентина) и жилой комплекс в Марселе (Франция) отражают предложенные модернизмом в XX веке архитектурные приёмы решения задач, выдвигаемых новыми потребностями общества. Эти шедевры человеческого гения также свидетельствуют об интернационализации архитектурного творчества.— Официальный сайт ЮНЕСКО

## Список зданий
| Номер в списке 1321- | Здание                                         | Год постройки | Название                                                                  | Город, регион, страна                                           |
| -------------------- | ---------------------------------------------- | ------------- | ------------------------------------------------------------------------- | --------------------------------------------------------------- |
| 001                  |                                                | 1923          | Здания вилла Ла-Рош и вилла Жаннере (48°51′07″ с. ш. 2°15′55″ в. д.)      | Париж, Иль-де-Франс, · Франция                                  |
| 002                  | Villa Le Lac                                   | 1923          | Вилла Ле-Лак (46°28′06″ с. ш. 6°49′45″ в. д.)                             | Корсо, Во, · Швейцария                                          |
| 003                  |                                                | 1924          | Поселок Фрюже (44°47′56″ с. ш. 0°38′52″ з. д.)                            | Пессак, Аквитания, · Франция                                    |
| 004                  | Maison Guitte, Antwerpen                       | 1926          | Дом Гийет (51°11′01″ с. ш. 4°23′36″ в. д.)                                | Антверпен, Фландрия, · Бельгия                                  |
| 005                  | Дома в поселке Вайсенхоф                       | 1927          | Дома в поселке Вайсенхоф (48°48′00″ с. ш. 9°10′39″ в. д.)                 | Штутгарт, Баден-Вюртемберг, · Германия                          |
| 006                  |                                                | 1928          | Вилла Савой (48°55′28″ с. ш. 2°01′42″ в. д.)                              | Пуасси, Иль-де-Франс, · Франция                                 |
| 007                  | Дом Кларте                                     | 1930          | Дом Кларте (46°12′01″ с. ш. 6°09′23″ в. д.)                               | Женева, Женева (кантон), · Швейцария                            |
| 008                  |                                                | 1931          | Дом в Порт-Молиторе (48°50′36″ с. ш. 2°15′05″ в. д.)                      | Булонь-Бийанкур, Иль-де-Франс, · Франция                        |
| 009                  | Жилая единица                                  | 1945          | Жилая единица (43°15′41″ с. ш. 5°23′47″ в. д.)                            | Марсель, Прованс — Альпы — Лазурный Берег, · Франция            |
| 010                  |                                                | 1946          | Мануфактура Дюваль (48°17′26″ с. ш. 6°57′02″ в. д.)                       | Сен-Дье-де-Вож, Лотарингия, · Франция                           |
| 011                  | Дом Куручета                                   | 1949          | Дом Курутчета (34°54′41″ ю. ш. 57°56′31″ з. д.)                           | Ла-Плата, Буэнос-Айрес (провинция), · Аргентина                 |
| 012                  | Нотр-Дам-дю-О                                  | 1950          | Нотр-Дам-дю-О (47°42′16″ с. ш. 6°37′14″ в. д.)                            | Роншан, Франш-Конте, · Франция                                  |
| 013                  | Дача Ле Корбюзье                               | 1951          | Дача Ле Корбюзье (43°45′37″ с. ш. 7°27′46″ в. д.)                         | Рокбрюн-Кап-Мартен, Прованс — Альпы — Лазурный Берег, · Франция |
| 014                  | Комплекс Капитолия в Чандигархе                | 1952          | Комплекс Капитолия в Чандигархе (30°45′37″ с. ш. 76°48′14″ в. д.)         | Чандигарх, Пенджаб и Харьяна, · Индия                           |
| 015                  |                                                | 1953          | Монастырь Сент-Мари-де-ла-Туретт (45°49′09″ с. ш. 4°37′20″ в. д.)         | Эве, Рона — Альпы, · Франция                                    |
| 016                  | Национальный музей западного искусства (Токио) | 1955          | Национальный музей западного искусства (35°42′55″ с. ш. 139°46′33″ в. д.) | Тайто, Токио, · Япония                                          |
| 017                  |                                                | 1953          | Дом культуры Фирмини (45°23′00″ с. ш. 4°17′21″ в. д.)                     | Фирмини, Рона — Альпы, · Франция                                |

## История утверждения объекта ЮНЕСКО
В январе 2008 года Франция обратилась в ЮНЕСКО с предложением утверждения памятника наследия, состоявшего из 14 зданий архитектора, расположенных на территории страны. Позже к заявке французов присоединились другие страны — участники ЮНЕСКО, на территории которых расположены строения, архитектором которых являлся Ле Корбюзье. Итоговый проект был назван «Городские и архитектурные работы Ле Корбюзье», в список вошли здания и сооружения из Аргентины, Бельгии, Германии, Франции, Индии, Японии и Швейцарии.
В 2009 году комитет ЮНЕСКО рассмотрел заявку и решил перенести решение по ней до 2012 года, сославшись на недостаточную проработку обосновательной части заявки. В 2011 году в комитет была подана новая заявка, состоявшая из 19 зданий и строений, однако и она не была поддержана большинством. Среди аргументов было высказано, что ещё не доказано, что работа Ле Корбюзье действительно имеет выдающееся глобальное значение.
И лишь с третьей попытки, на 40-й сессии ЮНЕСКО в 2016 году, заявка была одобрена.